# 控制器
在控制論中，控制器（controller）是一依據傳感器信號，來調整發送至致動器的輸出信號，用以改變受控體（plant）狀況的裝置。舉例來說，屋內的空調系統可用溫度控制器，依據溫度計測量的氣溫，以調整冷氣機強度，以達到一個舒適的環境溫度。
廣義上，水龍頭、電力開關都是一種控制器。